# Patologie
Patologie (ros. Патологии) – powieść Zachara Prilepina wydana w 2005 roku.

## Okoliczności powstania
Książka oparta jest na motywach autobiograficznych. Autor służył jako kapitan specnazu w trakcie Wojny Czeczeńskiej.

## Fabuła
Akcja powieści rozgrywa się w trakcie Wojny Czeczeńskiej, głównymi bohaterami powieści są żołnierze biorący udział w działaniach bojowych.

## Recepcja
Powieść była pozytywnie recenzowana w rosyjskiej i polskiej prasie.

## Wydania
Powieść «Patologie» została wydana do tej pory sześć razy w Rosji, doczekała się również tłumaczenia na język francuski, hiszpański, polski, serbski i włoski.